# Conescharellina
Conescharellina is een mosdiertjesgeslacht uit de familie van de Conescharellinidae en de orde Cheilostomatida. De wetenschappelijke naam ervan werd in 1852 voor het eerst geldig gepubliceerd door Alcide d'Orbigny.

## Soorten
- Conescharellina abnormis Lu, 1991
- Conescharellina africana Cook, 1966
- Conescharellina angulopora (Tenison-Woods, 1880)
- Conescharellina angustata d'Orbigny, 1852
- Conescharellina atalanta Gordon & d'Hondt, 1997
- Conescharellina biarmata (Maplestone, 1909)
- Conescharellina bocki Vieira, Gordon, Souza & Haddad, 2010
- Conescharellina breviconica (Canu & Bassler, 1929)
- Conescharellina brevirostris Silén, 1947
- Conescharellina cancellata (Busk, 1854)
- Conescharellina catella Canu & Bassler, 1929
- Conescharellina cognata Bock & Cook, 2004
- Conescharellina concava Canu & Bassler, 1929
- Conescharellina conica Haswell, 1881
- Conescharellina cookae Vieira, Gordon, Souza & Haddad, 2010
- Conescharellina crassa (Tenison-Woods, 1880)
- Conescharellina depressa Haswell, 1881
- Conescharellina diffusa Bock & Cook, 2004
- Conescharellina dilatata d'Orbigny, 1852
- Conescharellina distalis Harmer, 1957
- Conescharellina eburnea (Maplestone, 1909)
- Conescharellina ecstasis Bock & Cook, 2004
- Conescharellina elongata Canu & Bassler, 1929
- Conescharellina grandiporosa Canu & Bassler, 1929
- Conescharellina jucunda Canu & Bassler, 1929
- Conescharellina lacrimula Lu, 1991
- Conescharellina laevis Silén, 1947
- Conescharellina longirostris Silén, 1947
- Conescharellina lunata Canu & Bassler, 1929
- Conescharellina magniarmata (Maplestone, 1909)
- Conescharellina milleporacea Canu & Bassler, 1929
- Conescharellina multiarmata (Maplestone, 1909)
- Conescharellina nanshaensis Lu, 1991
- Conescharellina obliqua Canu & Bassler, 1929
- Conescharellina obscura Bock & Cook, 2004
- Conescharellina ovalis Harmer, 1957
- Conescharellina pala Gordon, 1989
- Conescharellina papulifera Harmer, 1957
- Conescharellina parviporosa Canu & Bassler, 1929
- Conescharellina perculta Bock & Cook, 2004
- Conescharellina petaliformis Lu, 1989
- Conescharellina philippinensis (Busk, 1854)
- Conescharellina plana Bock & Cook, 2004
- Conescharellina pustulosa Bock & Cook, 2004
- Conescharellina rectilinea Harmer, 1957
- Conescharellina stellata Bock & Cook, 2004
- Conescharellina striata Silén, 1947
- Conescharellina symmetrica Harmer, 1957
- Conescharellina transversa Canu & Bassler, 1929